# Tenshin Shōden Katori Shintō-ryū
Tenshin Shōden Katori Shintō-ryū (jap. 天真正伝香取神道流?) – założona w XV wieku przez Iizase Chōisai Iga-no-kami Ienao, jedna z najstarszych japońskich klasycznych i kompleksowych szkół wojennych (jap. sōgō bujutsu). Obecnie uczy ona umownych form walki (jap. kata), mających na celu naukę walki: mieczem typu katana (jap. ken-jutsu), mieczem krótkim (jap. kodachi-jutsu), dwoma mieczami (jap. ryō-tō), włócznią (jap. sō-jutsu), japońską bronią drzewcową zbliżoną do europejskiej glewii (jap. naginata-jutsu), kijem (jap. bō-jutsu) oraz naukę szybkiego dobywania miecza typu katana (jap. iai-jutsu).
Do Europy dotarła za sprawą mistrza Yoshio Sugino (1904–1998), który przyczynił się do popularyzacji szkoły w Japonii (m.in. układał choreografię walk do filmów Akiry Kurosawy i szkolił aktorów takich jak Toshiro Mifune; wprowadzał także Tenshin Shōden Katori Shintō-ryū do szkół i uczelni) i na świecie. Po jego śmierci nauczanie w Europie kontynuował jego asystent Goro Hatakeyama (1928-2009), który zainicjował ruch przywrócenia pełnej manifestacji tego przekazu.

## Historia szkoły

### Założyciel
Iizasa Iga-no-kami Chōi-sai Ienao (jap. 飯篠 長威斎 家直?), urodził się w roku 1387 we wsi Iizasa w powiecie Katori, w prefekturze Shimōsa (obecnie dzielnica miasta Tako, powiat Katori, prefektura Chiba), jako syn wojownika Iizuki Kinbei'a. Mylnie podaje się, że Iizuka Kinbei był samurajem w randze gōshi (dziedzic) – określenie samuraj oraz gōshi dotyczą okresu Edo (1603-1868), którego system administracyjny był zupełnie inny niż w epoce Muromachi (1336-1573). Nazwisko od wsi Iizasa wskazuje, że była ona własnością Iizuki Kinbei'a. David A. Hall podaje, że ród Iizasa wywodził się z rodu Taira, co oznacza, że Iizasa Ienao był potomkiem cesarza Kammu (jap. Kanmu-tennō, 737-806).
Jako dziecko Iizasa Ienao był szkolony w posługiwaniu się mieczem i włócznią, a także poznawał wojenną strategię oraz taktykę (jap. heisho-gungaku). Jako młodzieniec prawdopodobnie rozpoczął naukę rzemiosła wojennego przy sanktuarium Katori zapoznając się tam z Katori no Ken - systemem obejmującym naukę walki bronią, strategie oraz inne dyscypliny związane z rzemiosłem wojennym. Następnie kontynuował on swoją edukację w miejscowości Yamazaki. Według,,Zapisków starożytnych wojen w ośmiu prowincjach Kantō” (jap. Kanhasshū kosen roku) z roku 1726, Ienao uczył się u Kabuto Osakabe Shoho – ucznia Matsuoki Hegonosuke nauczyciela związanego z Kashima no Tachi - tradycją Kashima-jingū sięgającą VII wieku. Trzeba jednak nadmienić, że jako źródło Kanhasshū kosen roku jest przez historyków oceniana krytycznie. Następnie Ienao przebywał w Kioto, gdzie pełnił funkcje nauczyciela rzemiosła wojennego niepełnoletniego shōguna Ashikagi Yoshimasy (1436-1490). Podczas pobytu w Kioto, Iizasa poznał: Nen-ryū – szkołę założoną po wizji (jap. musō) buddyjskiego bóstwa Marishiten w 1368 r. przez Sōma Shiro Yoshimoto Nyūdō Jion (ok. 1350-ok. 1408), znanego też pod swoimi buddyjskimi imionami Nen Ami Jion (alias Nen Daioshō) oraz Musō Jikiden-ryū – enigmatyczną, aczkolwiek sławną szkołę uczącą strategii (jap. hei-jutsu) oraz walki wręcz (jap. yawara), założonej w XIII wieku przez mnicha buddyjskiego Inkeibō Chōhen. Iizasa Ienao jest podawany jako siódmy pryncypał Musō Jikiden-ryū, który miał opracować dla tej szkoły techniki walki bez broni - yawara-gi. Na temat Musō Jikiden-ryū niewiele wiadomo, ponieważ nie dotrwała ona do czasów współczesnych, a fakt bycia Ienao pryncypałem tej szkoły, budzi kontrowersje ze względu na brak materiału historycznego łączącego Musō Jikiden-ryū z późniejszą szkołą Iizasa Ienao. Jednakże termin Jikiden można interpretować jako,,prawidłowy przekaz", albo jako skrót od nazwy,,Ienao-den", co oznacza,,przekaz od Ienao". W tym okresie Ienao przebywał również w prowincji Iga, gdzie prawdopodobnie zapoznał się z shinobi-jutsu (alias shinobi no jutsu, od roku 1868 stał się popularny odczyt tych kanji jako nin-jutsu) – uczącego prowadzania operacji szpiegowskich, tajnych działań wojskowych typu partyzanckiego oraz działalności kontrwywiadu.
Następnie Iizasa Ienao za swoje dokonania (brał udział w kilku wojnach, stając się bardzo sławnym wojownikiem) uzyskał honorowy tytuł Yamashiro-no-kami (honorowego gubernatora cywilnego prowincji Yamashiro) i od tego momentu jego oficjalne nazwisko brzmiało Iizasa Yamashiro-no-kami Ienao, a następnie otrzymał tytuł Iga-no-kami (honorowego gubernatora cywilnego prowincji Iga) i od tego momentu jego oficjalne nazwisko brzmiało Iizasa Iga-no-kami Ienao.

Iizasa Ienao w swojej rodzinnej wsi Iizasa wybudował zamek, gdzie był seniorem dla ponad 50 wasali. Posiadał poza wsią Iizasa ziemię od Ōsaki (?obecnie powiat Noda, prefektura Chiba) do Ōne (?obecnie powiat Katori, prefektura Chiba), a także wsie Shirai i Hachihon (obie obecnie powiat Katori, prefektura Chiba). Natomiast sam był wasalem rodu Chiba, który tak samo jak ród Iizasa pochodził od cesarza Kammu.

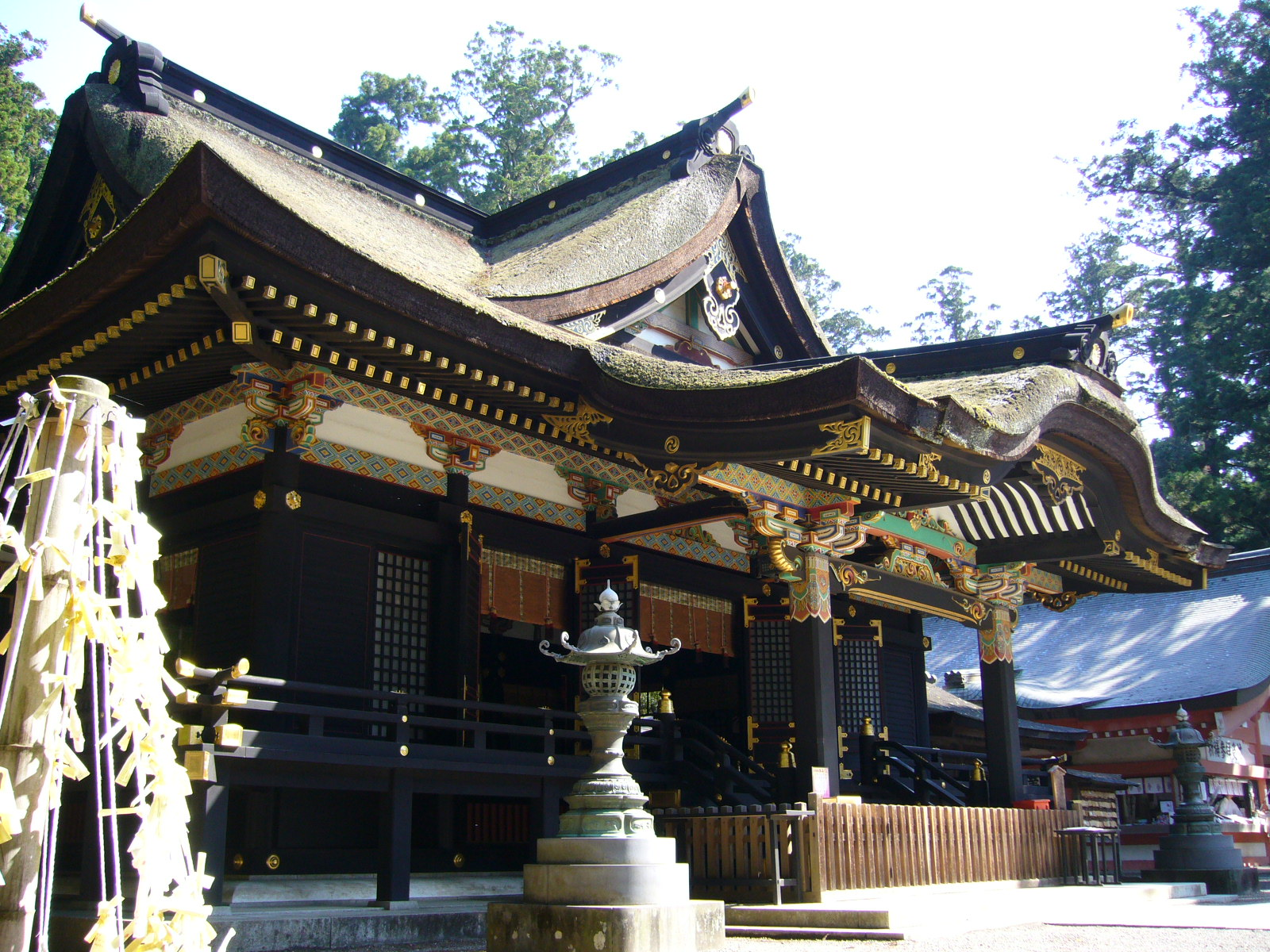
Świątynia Katori w Japonii

### Powstanie szkoły
W roku 1454 rozpoczął się tzw. Incydent Kyōtoku, który był wynikiem konfliktów pomiędzy Kantō-kubō (zastępca shōguna w Kantō) a Kantō-kanrei (namiestnik shōguna w Kantō). Skutkiem tego konfliktu m.in. była śmierć Chiby Tanenobu (1445-1455) osiemnastego namiestnika rodu Chiba oraz przegrana jego rodu, który stanął po stronie Kantō-kubō. Z walk udaje się ujść z życiem Chibie Sanetane (1442-1466) oraz Chibie Yoritane (1446-1494), którzy ukryli się w prowincji Musashi (obecnie okręg Tokio, większa część prefektura Saitama oraz fragment prefektury Kanagawa), stając się z czasem w kolejności namiestnikami rodu Chiba w Musashi.
Domniemywać można, że Iizasa Ienao jako były nauczyciel niepełnoletniego shōguna był również nauczycielem Chiby Tanenobu, którego śmierć oraz zmiany polityczne w prowincji Shimōsa wpłynęły na decyzję o rozpoczęciu przez Ienao, mającego wtenczas według tradycji sześćdziesiąt lat (co wskazuje na błędne datowanie jego urodzin), praktyki 1000 dniowego odosobnienia, która była jedną z technik używaną przez bushi w celu poszerzenia swoich kompetencji, stosowaną jeszcze na przełomie XIX i XX wieku. Praktyka 1000 dniowego odosobnienia wzorowana była na praktyce odosobnień mnichów buddyjskich, ale różniła się ona od niej celami i charakterem. Według przekazu decyzję o podjęciu tego odosobnienia, Iizasa Ienao podjął po głębokim smutku i refleksji, w której stwierdził, że mimo że był niepokonany w kilku bitwach, nie był w stanie uchronić ród Chiba przed upadkiem i że samą ludzką siłą nic z tym nie można zrobić. Udał się zatem do sanktuarium Katori by prosić Futsu-nushi-no-Ōkami, jako boga wojny (jap. gunshin) i kunsztu wojennego (jap. bushin), o pomoc w tej sytuacji. Ta wizyta wpłynęła na podjęcie decyzji, o zamknięciu się w tym sanktuarium i rozpoczęcia intensywnego szkolenia budō/bu-jutsu.
Przed rozpoczęciem praktyki Ienao podarował 1000 koku ryżu (1 koku ryżu miało wyżywić jednego człowieka przez rok) dla Katori-jingū oraz drugie 1000 koku ryżu, pochodzące z jego dóbr w Ōsaki, dla wsi Miyamoto w Ōtsuki w prowincji Kai (?) (obecnie prefektura Yamanashi), za które wybudowano tam świątynię Shintokusan Shimpuku-ji. Łączny podarowany przez niego majątek, stanowił wartość wyżywienie przez rok 2 tys. ludzi. Miejscem jego praktyk była Umekiyama (miejsce usytuowane w najbardziej wewnętrznej strefie Katori-jingū) w pobliżu Bishamon-den - miejsca kultu Bishamon-ten (skt. Vaiśravaṇa, Wszystko Słyszacy"), boga wojny i patrona wojowników, a także bogactwa, występuje on też pod nazwą Tamon-ten no Jin, gdy jest głównym obrońcą i strażnikiem północy jako jeden z ,,Czterech Niebiańskich Królów" (jap. Shitennō). Ienao otrzymał imię Chōi-sai oraz został zaike hosshi - świeckim kapłanem buddyjskim, o czym świadczy tytuł Nyūdō (,,ten, który wszedł na ścieżkę") przed jego nowym imieniem.
Ponieważ szkolenie stosowane przez bushi należą do nurtu technik ezoterycznych, to z praktyk stosowanych przez Nyūdō Chōi-sai podawane są ogólne informacje z okresu tych 1000 dni: gorliwie studiował strategie i taktyki wojenne (jap. heihō), w celu pełnego oczyszczenia ciała i umysłu przeprowadzał rytualne ablucje (jap. saikaimokuyoku), co wieczór kłaniał się na ziemi przed ołtarzem (jap. shinzen) Futsu-nushi-no-Ōkami, a następnie recytował szintoistyczne modlitwy oczyszczające (jap. norito, również czytane jako shukushi), oparte na sile duchowej zawartej w słowach (jap. koto-dama) i prosił o wsparcie, a następnie trenował techniki walki (jap. bu-jutsu), każdej nocy o godzinie drugiej w tzw. godzinie krowy ponownie recytował modlitwy norito i modlił się o boski ład na świecie, a następnie o czwartej rano tzw. godzinie tygrysa udawał się do Bishamon-den by recytować modlitwy w intencji Bishamon-ten, wcześnie rano ponownie odwiedzał sanktuarium by dalej kontynuować swoją praktykę i wzmacniać samego siebie. Znany jest fakt umycia przez jego ucznia konia wodą ze źródła płynącego w pobliżu sanktuarium, po którym koń dostał boleści i zdechł. Według tradycji to zdarzenie uświadomiło Chōi-sai, że oddziaływanie Futsu-nushi-no-Ōkami jest realne i ciągle obecne. Kulminacją odosobnienia była wizja (jap. musō) Futsu-nushi-no-Ōkami, który we śnie, pod postacią chłopca siedzącego na gałęzi starego drzewa śliwy stojącego w pobliżu miejsca gdzie ćwiczył Chōi-sai [Umekiyama oznacza ,,Górę Śliwy"], powiedział do niego: ,,Powinieneś być wielkim nauczycielem wszystkich szermierzy pod słońcem”, po czym przekazał mu ,,księgę boskiej taktyki” (jap. heihō shinsho), która została spisana natchnionymi rekami.
Po tym wydarzeniu Iizasa Chōi-sai Ienao osiągnął stan przebóstwienia (gr. theosis) z Futsu-nushi-no-Ōkami (alias Katori-Ōkami, Katori-Daijn). Doświadczył on tajemnicy zjednoczenia człowieka z bóstwem, a przez to był w stanie odkryć unikalne boskie i nadprzyrodzone umiejętności (jap. shingi), a tajne zasady strategii i taktyki wojennej (jap. heihō) zostały mu ujawnione. Przekaz tradycji podaje, że jedną z technik stosowaną przez Chōi-sai w celu potwierdzenia przekazu szkoły od Futsu-nushi-no-Ōkami było kuma-zasa no oshie (nauczanie karłowatego bambusa – Sasa veitchii). W ten oto sposób, w wieku siedemdziesięciu lat, Iizasa Chōi-sai Ienao osiągnął najwyższy poziom w militarnym kunszcie (jap. hei-jutsu), tworząc przekaz dla następnych pokoleń wojowników, którego zaczął nauczać w szkole wybudowanej w pobliżu ww. świątyni Shintokusan Shimpuku-ji we wsi Miyamoto w Ōtsuki w Kai (?) – prowincji należącej do rodu Takeda.
Ponieważ przekaz ten pochodzi od Futsu-nushi-no-Ōkami (alias Katori-Ōkami, Katori-Daijn), został on nazwany Przekazem/Szkołą Prawdziwego Boskiego Natchnienia Sposobu Postępowania Boga Katori (jap. Tenshin Shōden Katori Shintō-ryū). Należy tu dodać, że w założeniu przez Iizase Chōi-sai Iga-no-kami Ienao szkoły wojennej zapewne pomogła protekcja jego byłego ucznia, wspomnianego już shōguna Ashikagi Yoshimasy, wsparcie spokrewnionego z shōgunem rodu Takeda, na ziemiach którego znajdowała się szkoła oraz bliskość ziem rodu Chiba w Musashi.

### Dalsze losy szkoły
W wieku osiemdziesięciu lat Chōi-sai Ienao był wciąż silny, zachowywał prezencję wojownika i wyróżniał się rzadko spotykaną szczodrością serca. Odznaczał się także niezwykle czysta wnikliwością oraz mądrością (jap. myōshiki, kishin), aż w końcu osiągnął najwyższa pozycje wśród japońskich bushi, stając się ,,świętym mistrzem miecza" (jap. kensei no kyōchi). Jego nauczanie wpłynęło na powstanie wielu japońskich szkół wojennych, założonych przez wybitnych adeptów jego ryū. Chōi-sai Ienao jest również nazywany ,,liderem odrodzenia szermierki" (jap. kendō chūkō no sō) epoki Muromachi-Ashikaga.
W sierpniu 1487 roku w pobliżu wsi Iizasa (obecnie w mieście Tako) zostaje ukończona Nyoizan Jifuku-ji – świątynia poświęcona Jizō-bosatsu (bodhisattwie Kshitigarbhy), a erygowana przez Chōi-sai jako wotum wdzięczności za owocne życie. Jifuku-ji stała się dla Chōi-sai, będącego od kwietnia tego roku na emeryturze, ostatnim miejscem zamieszkania.
Iizasa Iga-no-kami Chōi-sai Ienao umiera 15 kwietnia 1488 roku. Zostało pochowany w pobliżu Bishamon-den na terenie Katori-jingū, a jego pośmiertne imię to Taigan Inden Taira-no-Asomi Iga-no-Kami Raiōdō Hondai Koji. Pośmiertne imię jego małżonki – Kōgaku Inden Myōshitsu Seikyō Taishi.
Iizasa Wakasa-no-kami Morichika - najstarszy syn Chōi-sai Ienao, kontynuował prowadzenie szkoły, rozpoczynając linię pryncypałów (jap. dai sōke). Szkoła miała być neutralna i podlegać, zapewne ze względu na związek z Katori-jingū, tylko cesarzowi - aktywnie biorąc udział w walkach wyłącznie w przypadku zagrożenia kraju. Co do samego Wakasa-no-kami Morichiki wiemy tylko tyle, że był mocno zaangażowany w praktykę walki włócznią (jap. yari).
Chōi-sai Ienao posiadał jeszcze synów (?): Iizase Shuri-no-suke Sadahide oraz Iizase Yamashiro-no-kami Morinao, który osiadł w Kashima [czy chodzi tu o Kashime w obecnej prefekturze Ibaraki, czy może o Kashime w obecnej prefekturze Saga?], gdzie został protoplastą ród Zasu (jap. Kashima Zasuke-no-so) oraz nauczał przekazu swojego ojca pod nazwą Kashima Shintō-ryū [nie mylić z Kashima Shintō-ryū - szkoły założonej przez Tsukahare Bokudena (1489-1571), czerpiącej również z przekazu Chōi-sai Ienao]. Być może Iizasa Yamashiro-no-kami Morinao był synem, a nie bratem Iizasy Shuri-no-suke Sadahide?
Za czasów Iizasy Yamashiro-no-kami Moritsuny - czwartego pryncypała szkoły, wymienia się jako jego ucznia Takenake Hanbei Shigeharu (1544-1579) – stratega oraz doradcę wojskowego Toyotomi Hideyoshiego (1536-1598).
Około roku 1580 Iizasa Ōi-no-kami Morishige - szósty pryncypał Tenshin Shōden Katori Shintō-ryū nadał prawo do nauczania Iizas'ie Gorōemon'owi Nyūdō Shōshin (Masanobu), który zakłada niezależną linie tej szkoły pod nazwą Iizasa-ryū. Przekaz tego ryū via Ajioke Saburōemon'a Nagasumi'ego trafia około roku 1619 do Yoshidy Heidayū'kiego Masatsugu, po czym rodzina Yoshida przekazywała ten system w domenie Usuki (obecnie miasto Usuki w prefekturze Ōita) przez kilka pokoleń. Linia pryncypałów Iizasa-ryū od Iizasy Chōi-sai Yamashiro-no-kami Ienao do Iizasy Ōi-no-kami Morishige jest tożsama z linią pryncypałów Tenshin Shōden Katori Shintō-ryū.
Z okres reżimu Tokugawa brak jakichkolwiek informacji - nie licząc tego, że szkołę nawiedziły trzy pożary - na temat jej działalności. Począwszy od czasów siódmego pryncypała Iizasy Shuri-no-suke Morinagi, aż do małej wzmianki o piętnastym pryncypale Iizasy Shuri-no-suke Moriteru, że jego uczniem był Kojima Chōyin, mamy dziesięć pokoleń milczenia o działalności szkoły.

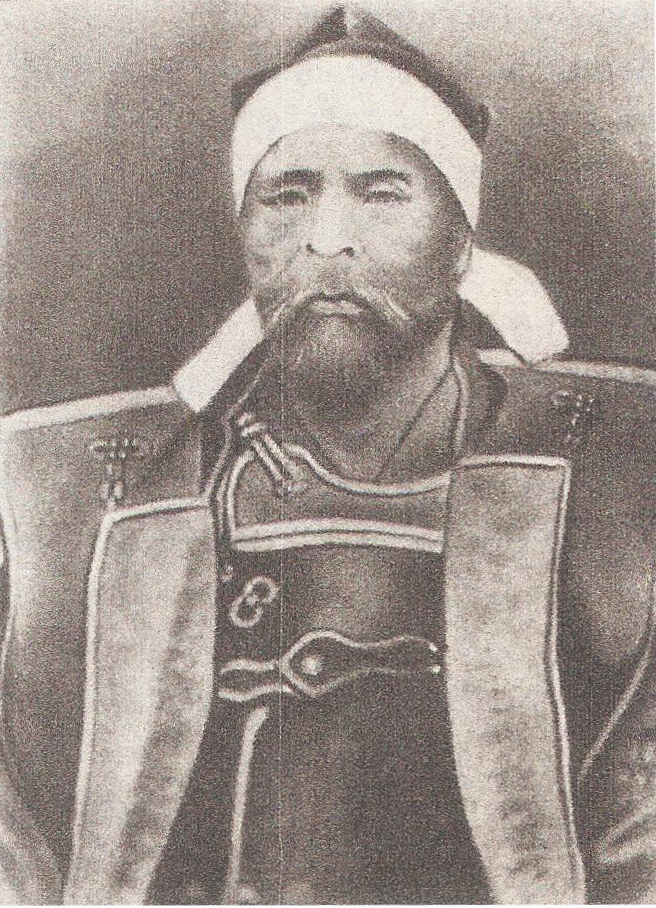
XVIII Dai Sōke Iizasa Shuri-no-suke Morisada

Urodzony około roku 1775 szesnasty pryncypał Iizasa Shuri-no-suke Morishige (zwany później też Kan-Rikusai) był szczególnie uzdolnionym nauczycielem, który wyszkolił wielu studentów. Do jego uczniów zalicza się: Nakadai Shintaro, Matsumoto Noaichirō, Iba Gunbei; członkowie świty władcy Date: głowa rodu Katakura (jap. Katakura Kojūrō), Kurosawa Genshichirō, Imanishi Yagozaemon, Ono Manuemon, Ono Kojirō, Ono Heishichirō; członkowie świty władcy Bishū: Ōi Heizaemon, Hayashi Tsunehachirō, Hayashi Tamajirō: wasale władcy Geishū: Ōhira Daihachirō, Ōhira Ryūhei, Ōhira Hannoshin; członkowie świty władcy Hyūgo Nobukaty z regionu Kyūshū; Ueda Kōta, Katō Jirō-Shirō, Kondō Shizutarō, Hodaka Koyata, Imanishi Yagaku; członkowie świty władcy Ishikawa: Ishikawa Iki-no-kami, Mochizuki Chūgo, Sakaguchi Hanbei, Nariya Torazō itd. Morishige dał różnym wojownikom ponad osiemdziesiąt licencji z prawem do uczenia (jap. menkyo), przez co Tenshin Shōden Katori Shintō-ryū stało się bardzo popularne w ówczesnej Japonii. Iizasa Shuri-no-suke Morishige zmarł 11 lipca 1853 roku.
Kiedy umarł siedemnasty pryncypał Iizasa Shuri-no-suke Morifusa (około 1803-1854), jego następca Iizasa Shuri-no-suke Morisada ma zaledwie czternaście lat. Jednak mimo tej okoliczności, podaje się, że zdobył on wyszkolenie dzięki studiowaniu wiedzy zdobytej przez jego przodków. Wiadomo, że Morisada wybudował dōjō w pobliżu Katori-jingū. Nie wiemy co stało się i kiedy z budynkami szkoły we wsi Miyamoto w Ōtsuki, ani nie znamy losów stojącej w pobliżu świątyni Shintokusan Shimpuku-ji. Dwudziestoczteroletni Morisada przyłączył się do jednych z przywódców tzw. Buntu Mito (jap. Mito bakumatsu sōran, 1864-1865) – Takedy Kōunsai (1803-1865) oraz Fujity Koshirō (1842-1865) i planował zamach na Akademię Itako (jap. Itakokan), który skończył się - tak jak cała rebelia - niepowodzeniem.
Iizasa Shuri-no-suke Morisada umiera 2 czerwca w roku 1896 wieku 56 lat, nie zostawiając męskiego potomka. Dlatego jego najbardziej poważani uczniowie rekomendowali Yamaguchi'ego Eikan'a na seniora nauczyciela (jap. shihan). Po jego śmierci 14 marca 1917 r. jego najwyżsi rangą uczniowie utworzyli kolegium, którego członkami byli: Kamagata Minosuke, Tamai Saidō, Shiina Ichizō, Itō Tanekichi, Kuboki Sozaemon, Isobe Kouhei, Hayashi Yazaemon Iekiyo (1882-1964) oraz Motomiya Toranosuke. Spośród członków kolegium, którzy byli wieku od 38 do 70 lat, nie wyłonił się kolejny lider szkoły. Dlatego w roku 1929 gdy Kinjiro poprzez małżeństwo przyjął nazwisko Iizasa, stając się tym samym głową tej rodziny (jap. Sōke), postanowiono by pełnił on funkcje konsolidacyjną oraz że Sōke nie musi uczyć, ani znać technik szkoły. Następcą Iizasa Shuri-no-suke Kinjiro został jego syn - Iizasa Shuri-no-suke Yasusada.
W roku 1928 Kanō Jigorō (1860-1938) założył Kobudō Kenkyukai – organizację mającą badać i kultywować klasyczne tradycje wojenne, wśród których znalazło się Tenshin Shōden Katori Shintō-ryū. Okazało się jednak, że eksperci z Tenshin Shōden Katori Shintō-ryū uczący w Kobudō Kenkyukai – a byli to: Tamai Saidō (mająceg 70 lat), Kuboki Sozaemon (50 lat), Itō Tanekichi (45 lat), Shiina Ichizō (38 lat), którzy byli uczniami Iizas Shuri-no-suke Morisady oraz Yamaguchi'ego Eikan'a - przejawiali pewne różnice w nauczaniu technik oraz niezgodności co do nazwy szkoły. Używali oni nazw takich jak: Shinryo Shintō-ryū - nazwy używanej między drugim i trzecim pokoleniem, Katori Shintō-ryū - nazwy używanej poza regionem Katori oraz Tenshin Shōden Shintō-ryū - nazwy używanej między siedemnastym i osiemnastym pokoleniem. Zaznaczyć jednak należy, że można znaleźć jeszcze inne zapisy nazwy tego przekazu, a najbardziej spotykany z nich to po prostu Shintō-ryū. Dopiero w roku 1941 Sōke Iizasa Shuri-no-suke Kinjiro wraz z nauczycielami najwyższej rangi ogłasza, że oficjalnie do nazywania szkoły używać się będzie najstarszej znanej z zapisków nazwy - Tenshin Shōden Katori Shintō-ryū.

### Słynni szermierze i wpływ na inne szkoły
Z przekazu Tenshin Shōden Katori Shintō-ryū powstały m.in. takie tradycje jak: Shingake-ryū (założyciel Kamiizumi Ise-no-kami Nobutsuna), Ippa-ryū (założyciel Morooka Ippa), Kō-ryū (założyciel Itori Kyoun Tamenobu), Shingyōtō-ryū (założyciel Iba Zesuiken), Shintō Isshin-ryū (założyciel Kushibushi Magobei) etc.. Wymieńmy tu jeszcze kilku znanych wojowników choćby: Matsumoto Bizen no kami Masanobu, Tsukahara Tosa-no-kamilku, czy Tsukahara Bokuden etc..

## Praktyka

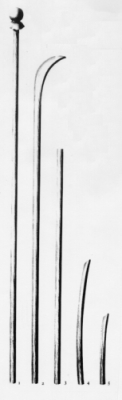
Broń treningowa stosowana w Katori Shintō-ryū podczas treningu w parach

### Program
Obecnie program szkoły obejmuje techniki walki:
- kenjutsu (mieczem kataną),
- bōjutsu (kijem bō),
- naginatajutsu (glewią naginata),
- iaijutsu (techniki szybkiego dobywania miecza, prekursor iaidō),
- ryōtōjutsu (dwoma mieczami),
- kodachijutsu (krótkim mieczem kodachi lub wakizashi),
- sōjutsu (włócznią yari).

Techniki, które nie przetrwały w nauczaniu, ale są ujęte w programie szkoły:
- shurikenjutsu (techniki rzucania ostrzami),
- jujutsu (techniki walki wręcz),
- ninjutsu (techniki szpiegostwa),
- senjutsu (strategia),
- chikujojutsu (techniki budowania fortyfikacji).

## Współcześni mistrzowie

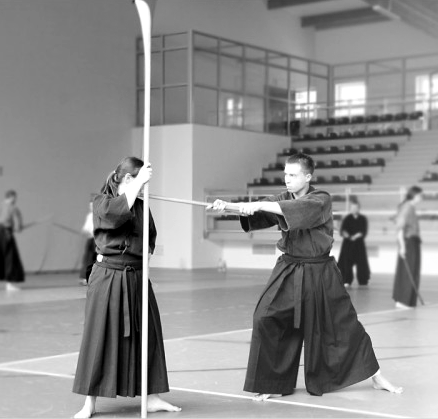
Katori Shintō-ryū - trening w parach

- Ōtake Risuke (1926-2021) – senior-nauczyciel (jap. shihan) w dōjō w Narita (obecnie funkcję tę pełni jego syn Ōtake Nabutoshi), pobierał nauki u Hayashi'ego Yazaemona Iekiyo (1882-1964), mieszka i naucza w pobliżu miasta Narita w prefekturze Chiba w Japonii. Odznaczony tytułem "Żywego Skarbu Narodowego" przez japoński rząd.
- Sugino Yoshio (1904-1998) – senior-nauczyciel (jap. shihan) w dōjō w Kawasaki, posiadał stopień 10 Dan, odpowiedzialny za rozkwit i popularyzację Tenshin Shōden Katori Shintō-ryū w Japonii, obecnie jego linia jest kontynuowana przez syna SuginoYukihiro (9 Dan), nauczającego w Yuishinkan Sugino Dōjō (Kawasaki, Japonia).
- Hatakeyama Goro (1928-2009) – senior-nauczyciel (jap. shihan), asystent i bliski uczeń Sugino Yoshio, posiadał stopień Menkyo Kaiden (9 Dan), prowadził seminaria w Europie (także w Polsce) i Ameryce Północnej, jego linia nauczania jest kontynuowana przez jego uczniów, pięciorgu z nich (m.in. Sergio Mor Stabilini, Andrea Re) zostawił stopień 7 Dan Menkyo Okuden.
- Sugawara Tetsutaka (ur. 1941) – senior-nauczyciel (jap. shihan) w Sugawara Sogo Budo, menkyo kyoshi, odpowiedzialny za rozkwit i popularyzację Tenshin Shōden Katori Shintō-ryū w Europie i USA, twórca linii Sugawara. Był uczniem Ōtake Risuke.